# 烽火情仇
《烽火情仇》（英語：In Love And Fire），是香港麗的電視製作的劇集，由賴水清監製，主演有萬梓良、魏秋樺、梁漢威、羅樂林等。劇集於1982年8月30日起在麗的一台首播，共30集，這是麗的電視在該年9月27日易名為亞洲電視前，倒數第二首播的電視劇集（最尾首播者為《家春秋》）。本劇亦是萬梓良最後一部參與的麗的劇集，直到2005年才參與亞視的《美麗傳說2星願》。內容講述萬梓良飾演的主角「祁天生」本是一名孤兒，到上海市謀生，加入戲班從最底層做起，曾與花旦「芳麗紅」相戀，但因故變成仇人；「祁天生」歷盡辛酸，雖成為一代黑社會梟雄，但卻被失散十八年的親生女兒設法報復，落得悲慘下場。

## 故事情節
本劇分兩部分，第一部分設定於1930年代的上海市。孤兒祁天生（萬梓良飾）因受親戚排擠，被迫孤身離開家鄉，遠赴上海發展事業，冀望能衣錦還鄉，他除了遇到兩位結拜兄弟林海（羅樂林飾）和遲宗堂（蔡國慶飾）外，也被金玉榮（張瑛飾）一家收留。他於戲班當雜工時，結識了花旦芳麗紅（魏秋樺飾），兩人陷入熱戀，及後結為夫婦。期間戲班小生李逸安（梁漢威飾）介入阻礙兩人相戀，爭執時逸安意外被天生弄斷其腿，所以對天生增添怨恨。後來天生為救朋友，寧願犧牲婚姻，以致夫妻關係受到破壞，最後還是與麗紅分手收場。芳麗紅最終選擇返回逸安身邊，但當時她已懷有天生的骨肉，可惜誕下女兒後，她便因工作過勞而離世，逸安於是將這女兒養育及當作復仇工具，試圖讓天生父女相殘。
第二部分設定於十八年後。此時天生已成為上海大亨，並跟另一位花旦陸綺琴（阮佩珍飾）再婚。同時天生屢次破壞日本人與漢奸程展鵬（鄭雷飾）聯手侵佔上海的陰謀，立下大功。某天天生偶遇一個與芳麗紅長得同一模樣，名叫李紫蘭的年輕女子（同樣是魏秋樺飾演），讓他憶起往事，於是決定力捧紫蘭以彌補過去與麗紅相處時的遺憾。其實紫蘭就是他與麗紅當年的骨肉，但天生並不知此事。紫蘭多次故意接近天生並試探，反而增進了二人關係，及後真相大白，二人相認。逸安發覺大事不妙，於是愈發針對天生並想置他於死地。為求達到目的，他不惜勾結日本人，又殺害紫蘭的情人余繼光（曾偉權飾），並故意令自己假死，圖使紫蘭憎恨天生，最後真的去暗殺天生……

## 主要角色
- 萬梓良 飾 祁天生
- 魏秋樺 飾 芳麗紅／李紫蘭
- 梁漢威 飾 李逸安
- 羅樂林 飾 林　海
- 阮佩珍 飾 陸綺琴
- 卡迪遜 飾 羅祖貴
- 曾偉權 飾 余繼光
- 蔡國慶 飾 遲宗堂
- 張　瑛 飾 金玉榮
- 容惠雯 飾 苗素雲
- 鄭　雷 飾 程展鵬
- 柳影紅 飾 張月娥
- 劉素芳 飾 白　萍／川島芳子

## 製作
麗的電視在1981年4月7日開始由澳洲財團接手經營並減少資源投放，因為不少幕後人員的離開，令到自製節目無論在收視抑或在口碑上也步入衰退階段。不過隨著遠東發展集團創辦人邱德根，於1982年7月2日入主麗的並成為公司首位華人董事局主席後，麗的便針對無綫電視再度展開新一輪攻勢，亦恢復雙線自家製作劇集發展。不久後麗的安排剛拍完《天堂有路》的新晉監製賴水清，接續開拍《烽火情仇》，本劇便成為繼《風塵三奇俠》後，邱德根入主以來第二部開拍的麗的劇集。
本劇原名《烽火情》，籌備工作於1982年7月開始並邀請演員試造型，當初賴水清安排由余安安演出女主角「芳麗紅」，而余氏看過劇本之後覺得不俗才答應參演。不過余氏同時要前往馬來西亞、泰國等東南亞國家登台演出，沒辦法及時回港拍攝，故而無奈推辭並改由魏秋樺頂替，在劇中分飾「芳麗紅」及其女兒「李紫蘭」。另一方面，「李逸安」一角原本由劉志榮飾演，可是劉氏當時在新加坡參與另一劇集拍攝工作，無暇抽身演出，經商討後改由梁漢威接手參演，梁氏為了接替劉氏原先角色，亦推辭了原本的粵劇戲班。至於麗的首席小生萬梓良仍然繼續演出男主角「祁天生」，由於萬氏與麗的的合約在他拍完本劇後屆滿，而且本劇拍攝進度一度受阻，他未能如願緊接客串另一劇集《家春秋》，因此本劇便成為他最後一部參與的麗的劇集，他在不久後轉投無綫。張瑪莉原本飾演劇中的川島芳子，後來因張氏工作過勞而患上貧血，而改為劉素芳接手。
本劇原為60集長劇，但配合邱德根家族的節省資源安排，最終削減一半至30集，當中有部分場面及戲中戲則在邱德根旗下的荔園、宋城範圍內完成，為的都是節省製作和租場費用，同時又可以為荔園宣傳。至於武打場面亦由每集的十多場，減少至只有幾場，招式亦同樣簡化，兼且需事前加緊綵排，此舉可以減少NG場面，導致浪費菲林、繳付臨時演員加班費用及額外保險支出。雖然邱氏祭出節儉政策，但同時非常重視劇集製作，所以有時派遣公司董事邱達成（邱德根兒子之一）前往視察，同時會為劇組打氣。本劇在播出前未見大型宣傳，僅於8月26日在九龍塘廣播道麗的總台內舉行試映會，邀請賴水清、盧國沾等幕後人士，及萬梓良、羅樂林等演員出席。此外，本劇同名主題曲《烽火情仇》、插曲《醉倒也為紅顏》及《夢迷夢醒》均由楊小菁主唱，周啟生和盧國沾分別為作曲者和填詞者，收錄於百代唱片的同年專輯《烽火情仇》內，到2017年交由環球唱片發行專輯復刻版。

## 播映
本劇定於1982年8月30日（星期一）起晚上七時正在麗的一台播映，同一時間無綫電視則播放時裝恩仇劇《荊途》至9月10日為止。本劇首播期間適逢麗的電視更名為亞洲電視，9月27日即第廿一集起，麗的一台易名為亞視中文台，本劇改以亞視名義繼續播出，片尾則換上亞視金錢台徽，但相關節目安排不變，直到10月8日播完最後一集，所以本劇與《家春秋》都成為唯二首播日期橫跨麗的及亞視時期的劇集。
麗的表示本劇在播出首週收到合乎預期的反應，又謂《荊途》情節有欠理想，觀眾會轉為收看本劇；而無綫鑑於《荊途》反應欠佳，安排同樣是民初劇的《郎歸晚》於9月13日接檔《荊途》並提早播映。至於麗的有見劇集初期表現理想，於9月中旬一度決定開拍續集，除了計劃修改劇中萬梓良飾演之「祁天生」死去的結局，也會安排原先接檔本劇的《再見狂牛》押後推出，先讓路予續集播放。不過，萬梓良與麗的的合約即將完結，他本人亦有眾多工作在身，對拍續集沒有興趣；還有魏秋樺在拍完本劇後要赴東南亞國家登台演出，如果要拍續集的話會打亂演員的工作編排。因此之故，本劇續集的計劃最終胎死腹中，而本劇播完後由重播劇集《大俠霍元甲》接檔。
本劇來到播放最後一週結局篇出現烏龍事件，《工商日報》獨家報導指在10月3日（星期日）有亞視職員發現尾五集結局篇的錄影帶不翼而飛，公司於是總動員在廠房內作地毯式搜索，並且加強廠房保安及嚴格查問每位出入電視台的人士。賴水清事後表示，原先他以為是商業間諜所為，又或者是惡作劇，但經過一兩日的搜查，始發現是有員工誤將相關錄影帶，當作是其他劇集並放置在別處，以致虛驚一場，劇集結局篇在錄影帶被尋回後終能如期播放。
現時本劇由重組後的亞洲電視數碼媒體，上載至旗下的OTT平台付費區，供付費會員觀賞。2021年11月起，亞視更將整套劇集上載至YouTube作免費收看。

## 爭議
本劇跟《郎歸晚》的收視競爭亦引發爭議，事緣傳媒流傳的一個消息指《郎》劇監製王天林宣稱《郎》劇首播當日收視與他台（指麗的）比較是「九比一」，意指本劇僅得一成收視。消息傳到邱德根方面後，邱氏對王氏言論大感不滿，不單親自召見及安撫賴水清並澄清本劇平均收視有三成，最差的一晚也有兩成六收視，還要下令公司立即向王氏發出多封律師信，要求王氏就言論解釋。相關聲明又指出，「九比一」言論會打擊廣告商的信心，對廣告收益構成嚴重影響，絕非流於詼諧，除非王氏出面解釋相關數據，否則麗的會追究下去，即使鬧上法庭都在所不惜。王氏在幾日後的回覆麗的及否認自己說過上述言論，如果要追究的話請先查核消息來源。王氏又引述無綫公佈的AGB收視報告，說《郎》劇收視高達八成，並對此非常滿意。在王氏回覆後，邱氏未有作出回應，自己則希望可以私下和解，只是往後沒有傳媒跟進，事件不了了之。
此外，無綫另一監製招振強批評本劇是他監製的《上海灘》的「影子」，故事內容跟後者大致相同。此番言論引起萬梓良異議，萬氏指出兩劇除了都是民初劇便沒有其他相同之處，假如本劇跟《上》劇相似，那麼《郎》劇也跟本劇相似，因為大家都是民初劇。萬氏又說，正正因為麗的沒有一班慣性的觀眾，即使麗的製作到好作品，都會被人說是仿傚他台的成果，這對麗的和旗下藝員皆不公平。

## 外部連結
- 亞洲電視數碼媒體官方網站